# 岫岩幽灵蛛
岫岩幽灵蛛（学名：Pholcus xiuyan），一种于中华人民共和国辽宁省岫岩满族自治县发现的蜘蛛，隶属于幽灵蛛科幽灵蛛属。